# QV55
La tumba QV55 está situada en el Valle de las Reinas, en la necrópolis tebana, y fue construida durante la dinastía XX para Amenherjepeshef, hijo de Ramsés III, que tenía los títulos de Hijo del rey, Príncipe heredero, escriba real, comandante de carros, comandante del carro de la plaza de User-Maat-Ra, Merit-Amón, comandante del Jefe de carros y que murió a los 15 años. El príncipe no llegó a ser enterrado aquí. 

## Descripción
La tumba fue descubierta e investigada en 1904 por una expedición arqueológica italiana dirigida por Ernesto Schiaparelli, director del Museo Egipcio de Turín. 
Tras la entrada hay un corredor que lleva a una antecámara, con una puerta en la pared derecha que da a un anexo y otra al fondo que da paso a la cámara funeraria, que tiene dos anexos: en la pared derecha y en la del fondo. 
Al igual que en la QV44, en las paredes hay pinturas muy detallistas en las que Ramsés acompaña a su hijo, representado como un niño, para presentarle a los distintos dioses. En la sala funeraria están reproducidos algunos capítulos del Libro de los Muertos. 
En la QV55 se encontró un sarcófago de granito rosa inacabado y una pequeña caja que contenía un feto envuelto en vendas, que posiblemente era otro hijo de Ramses III. Se ha especulado con que podría ser un gemelo de Amenherjepeshef nacido sin vida.